# Alessandro Sala
Alessandro Sala (* 1982, Terst, Itálie) je italský hudebník, který od roku 2015 působí jako baskytarista v powermetalové hudební skupině Rhapsody of Fire. Na basovou kytaru začal hrát v roce 1993. V hudební skupině hrál poprvé v roce 2002, když se připojil ke kapele Sinestesia, ve které se později podílel na dvou studiových albech. Sinestesii opustil v roce 2012, jelikož v té době žil v Německu, kde byl na doktorském studiu. Do Itálie se vrátil v roce 2013 a o dva roky později dostal od Alexe Staropoliho nabídku ohledně působení ve skupině Rhapsody of Fire. V té se potkal s Robertem De Michelim, bývalým spoluhráčem ze Sinestesie.